# Ligue Professionnelle 1
Ligue Professionnelle 1 er den øverste fodbolddivision i Algeriet.

## Sæson 2014-15
Følgende 16 hold spiller i Ligue Professionnelle 1 i sæsonen 2014-15:
- ASM Oran
- ASO Chlef
- CR Belouizdad
- CS Constantine
- RC Arbaâ
- ES Sétif
- JS Kabylie
- JS Saoura
- MC Alger
- MC El Eulma
- MC Oran
- NA Hussein Dey
- USM Alger
- USM Bel-Abbès
- USM El Harrach
- MO Béjaïa